# Шкрум Альона Іванівна
Альо́на Ів́анівна Шкр́ум (2 січня 1988 , Київ ) — український політик, юрист, правозахисник, громадський діяч, Народний депутат України VIII і ІХ скликань від партії «Батьківщина», член Комітету з питань фінансів, податкової та митної політики. 3 грудня 2024 року – призначена на посаду Першого заступника  Міністра розвитку громад та територій України.

## Освіта
2004–2010 — Інститут міжнародних відносин КНУ ім. Шевченка, Факультет міжнародного приватного права, юрист-міжнародник, перекладач-референт із французької мови з відзнакою.
2010–2011 — Університет Пантеон-Сорбонна Париж 1. Магістр з міжнародного економічного права, спеціаліст з права СОТ, комерційного і конкурентного права (захистила дисертацію французькою мовою). Була скарбничим Асоціації студентів міжнародного права Університету Сорбонни.
2011–2012 — Кембриджський університет, факультет права. Коледж Триніті-Голл, Спеціаліст з міжнародного права, права інтелектуальної власності, правової філософії. Була членом Студентської ради коледжу.
Стипендіант Inner Temple, стажувалася як помічник баристерів. Працювала в судовій системі Британії, брала участь у підготовці в Лондонському суді справ Бориса Березовського проти Романа Абрамовича та Олега Дерипаски проти Михайла Чорного[джерело?].

## Професійний досвід
За фахом — юрист-міжнародник.
2008–2009 — молодший юрист в адвокатському об'єднанні «Волков, Козьяков та Партнери», Київ.
2010–2011 — юрист в асоціації адвокатів «Chevalier Pericard Connesson», Париж.
2012 — помічник адвокатів у асоціації «Inner Temple», помічник судді Пеґдена (Judge Pegden), Лондонського суду Southwark Crown Court[джерело?].
2013 — стажер в офісі депутата Палати громад Канадського парламенту Пітера Джуліана (Peter Julian) за Канадсько-Українською Парламентською Програмою (CUPP).
2014 — адвокаційний експерт в БФ «Право на захист», Київ, ця організація є партнером Управління верховного комісара ООН у справах біженців[джерело?].

## Політична кар'єра

### Народний депутат VIII скл.
2014 року обрана народним депутатом від партії «Батьківщина» (№ 5 у списку), потрапила до прохідного списку партії за відкритим конкурсом, як учасник ініціативи «Професійний уряд».
- Голова підкомітету з питань державної служби та служби в органах місцевого самоврядування Комітету з питань державного будівництва, регіональної політики та місцевого самоврядування[5]
- Заступник члена Української частини Парламентського комітету асоціації Україна — ЄС.
- Член комітету Міжпарламентського союзу з питань миру на міжнародної безпеки
- Співголова групи з міжпарламентських зв'язків із Францією, член груп зі зв'язків з США, Швецією, Британією, Туреччиною, Німеччиною та Мальтою.
- Член міжфракційних об'єднань «Єврооптимісти», «Рівні можливості», «Без ярликів».

### Народний депутат IX скл.
2019 року обрана народним депутатом від партії «Батьківщина» (№ 22 у списку).
- Вересень 2019 — липень 2020 — член Комітету з питань організації державної влади, місцевого  самоврядування, регіонального розвитку та містобудування
- З липня 2020 — член Комітету з питань фінансів, податкової та митної політики.
- Член слідчої комісії для контролю за розслідуваннями нападів на Катерину Гандзюк та інших громадських активістів протягом 2017—2018 років
- Член Координаційної ради Кабміну з питань реформи державного управління.
- Член бюро Комітету з питань миру та міжнародної безпеки Міжпарламентського Союзу.
- Співголова групи з міжпарламентських зв'язків з Францією, секретар груп зі зв'язків з Японією та Британією, член груп із зв'язків з Канадою, Австралією, Сінгапуром та Литвою.
- Член міжфракційних об'єднань «Гуманна країна»[6], «Рівні можливості», «Без ярликів».

У грудні 2024 року Шкрум подала заяву про складення депутатських повноважень.

### Післяповномасштабного вторгнення Росії до України

#### Член парламентських делегацій:
1. Великої Британії (зустрічі з Прем'єр-міністром Британії Борисом Джонсоном та іншими британськими політиками)
2. Франції (зустрічі з Президентом Франції Емманюелем Макроном, Головою Сенату Франції Жераром Ларше, мером міста Париж Анн Ідальго; участь у засідання Асамблеї країн Франкофонії).
3. Європарламенту в Брюсселі (зустріч із Президенткою Європарламенту Робертою Мецолою, Головою Комітету з прав жінок та гендерної рівності Європарламенту Робертом Бедронєм, спеціальною представницею Генсекретаря НАТО з питань жінок, миру та безпеки Іреною Феллін та іншими).
4. Всесвітнього економічного форуму в Давосі (виступи у 3 панелях, 1 круглому-столі, 2 закритих заходах, 1 спеціальній дискусії в Українському домі; окремі зустрічі з Президентом Латвії Егілсом Левітсом, прем'єр-міністром Хорватії Андреєм Пленковичем та іншими).
5. Міжпарламентського Союзу: під час 145-ї Асамблеї організації в Руанді в жовтні 2022 року брала участь в підготовці фінальної резолюції, що засуджує російську агресію проти України; прийняла нагороду Міжпарламентського Союзу для народних депутатів та президії Верховної Ради;[8] під час 146-ї Асамблеї в Бахрейні в березні 2023 року взяла участь у низці зустрічей з державами Глобального Півдня та була одним з організаторів заходу щодо розмінування територій України, участь у якому взяли 25 країн; тоді ж було ухвалено резолюцію щодо захисту цивільного населення в умовах гуманітарної катастрофи в Україні.[9]

### Позиція під часвійни:
- Одна з активістів руху #UnrussiaUN та петиції «Геть РФ із ООН», спрямованих на позбавлення РФ членства в ООН, яке є нелегетимним з огляду на війну Росії проти України (згідно з статею 4 Статуту ООН) та відсутності процедури вступу країни до організації після розпаду СРСР. Свою позицію висловила в статті в американському журналі TIME, зокрема, зауваживши, що «без відновлення верховенства права, ООН просто повторить долю Ліги Націй, яка зникла як суб'єкт, коли не відреагувала на вторгнення Третього Рейху в Польщу в 1939 році».[10] Також до виключення Росії з ООН закликала у статті, що була опублікована в британському часописі The Scotsman.[11]
- Брала активну участь в кампанії #bloodytrade, адресованому західним компаніям, що не вийшли з російського ринку після початку повномасштабної війни проти України. Одним із досягнень стало закриття магазинів Decathlon в Росії, у той же час компанії Auchan і Leroy Merlin відмовились покинути РФ. Крім цього, значну увагу приділено питанню невключення російської державної компанії-виробника алмазів АЛРОСА у пакети санкцій Європейського Союзу проти Росії 8 разів поспіль.[12]
- Стала одним із ініціаторів всесвітньої акції LightUpUkraine, що була проведена 21 грудня 2022 року в низці країн, під час якої було вимкнуто світло на одну годину на святкових локаціях, державних установах, магазинах та оселях звичайних громадян у знак солідарності з українцями, що страждають від російських ударів по критичній інфраструктурі. Акція мала на меті зібрати 10 мільйонів доларів на електрогенератори для українських лікарень.[13]

## Громадська діяльність
- Співзасновник Клубу Випускників Інституту міжнародних відносин Київського національного університету імені Тараса Шевченка «Ардеа Альба», який об'єднує і організовує масові зустрічі випускників Інституту різних спеціальностей і років випуску, таких як Василь Горбаль, Володимир Огризко, Грігол Катамадзе, Борис Тарасюк, Володимир Василенко, Міхеїл Саакашвілі.
- Директор аналітичного центру «Україна-2020», який об'єднав під час Євромайдану українців-випускників Оксфорда і Кембриджа для написання стратегії реформ в Україні й розробки законопроєктів. Окрім роботи над законопроєктами та роботи учасників Центру в експертних радах та громадських радах міністерств, експерти та студенти вели блог «Україна-2020» у вільній формі «політичних теревеньок».
- Член громадської організації «Профешенал Гавермент», яка об'єднує українців-випускників провідних університетів світу задля підвищення якості урядування та створенню в Україні найкращого уряду в світі.
- У червні 2019 року із колегами-депутатами та РПР і ЦППР виграли справу у Конституційному Суді України щодо незаконного обов'язкового декларування для громадських активістів.
- Член Наглядової Ради Громадського об'єднання «Україна 2030».
- Засновниця громадського об'єднання «Кембриджська спільнота України».

## Нагороди і відзнаки
- 2016 рік — отримала нагороду від видання Kyiv Post «Top 30 under 30».[14]
- 2016 рік — нагороджена Грамотою Верховної Ради України за вагомий особистий внесок у реформування місцевого самоврядування.
- 2018 рік — журнал «Новое время» — включив депутатку у «Топ-100 успішних жінок України».[15]
- За даними Руху Чесно у 2019 році — увійшла в топ-25 найдоброчесніших депутатів Верховної Ради України 8-го скликання.[16]

## Родина
- Чоловік — Наталуха Дмитро Андрійович — народний депутат України IX скл., партія «Слуга народу».
- Батько — Шкрум Іван Петрович — юрист, практикуючий адвокат.
- Мати — Шкрум Тетяна Семенівна — викладач, кандидат юридичних наук.

### Відео та публікації
- Альона Шкрум: Зволікання з врегулюванням проблеми вимушених переселенців призведе до гуманітарної кризи в Україні [Архівовано 16 жовтня 2014 у Wayback Machine.] Український кризовий медіа-центр, 19 червня 2014
- Діалоги. Альона Шкрум Чернівецький Промінь, 22 жовтня 2014
- Одкровення. Альона Шкрум Телеканал Рада, 27 квітня 2015
- Альона Шкрум: «Батьківщина» вимагає від уряду надати звіт щодо санкцій проти Росії Батьківщина, 24 грудня 2015
- Нове покоління — Альона Шкрум Сніданок з 1+1, 25 березня 2016
- Альона Шкрум — 7 кіл ада реформи держслужби Reforms Night, 21 грудня 2016
- Альона Шкрум «Дике українське поле та партизанська війна» Eurooptimists Ukraine, 7 лютого 2018
- Russia Doesn't Belong in the United Nations Time, 23 лютого 2023 (у співавторстві з Лесею Василенко і Дмитром Наталухою)
- Russia's war on Ukraine: United Nations must suspend Russia or it may suffer same fate as League of Nations The Scotsman, 24 лютого 2023 (у співавторстві з Лесею Василенко і Дмитром Наталухою)